# Зайко Микола Никифорович
Микола Никифорович Зайко (1908–1991) — український радянський патофізіолог, доктор медичних наук, професор, член-кореспондент АМН СРСР.

## Біографія
Народився 22 березня 1908 року. Учень О. О. Богомольця, М. М. Анічкова і Ю. С. Лондона. Протягом 25 років очолював кафедру патологічної фізіології Київського медичного інституту. Був членом КПРС.

Могила Миколи Зайка

Помер у 1991 році. Похований в Києві на Байковому кладовищі (стара частина).

## Наукова і громадська діяльність
Створив наукову школу в області вивчення нервової трофіки та нейродистрофічного процесу. Підготував 25 докторів і 35 кандидатів наук.
Був автором підручника «Патологическая физиология», який витримав кілька видань (Київ: 1977, 1985, 1995, 2008; Москва: 2002, 2008).
Багато років був головою Українського науково-медичного товариства патофізіологів.

## Відзнаки
Заслужений діяч науки УРСР (1968). Лауреат Державної премії УРСР в галузі науки і техніки (1981; за підручник «Патологическая физиология», опублікований у 1977 році), премії імені О. О. Богомольця (1973), нагороджений медалями Ф. Шиллера і Я. Пуркін'є, численними урядовими нагородами, почесними званнями.